# Neoplan
Neoplan (укр. Неоплан; дослівно — новий план) — німецька автобусна торгова марка. Її використовувала з 1953 року фірма Gottlob Auwärter GmbH & Co. KG, що виробляла автобуси з 1935 року, і мала головний офіс у Штутгарті, Німеччина. Neoplan — це переважно міські, міжміські та туристичні автобуси, проте частково і міські тролейбуси під назвою «Neoplan-Elbo». 2001 року фірму Gottlob Auwärter GmbH купила компанія MAN SE. Після цього Gottlob Auwärter GmbH одержала назву Neoplan GmbH. 2008 року частину підприємства було відокремлено у незалежну компанію   Viseon Bus GmbH, яка також виробляє автобуси марки Neoplan.

## Історія

### 1935—1953

Так виглядав найперший з ряду Neoplan у 1953 році

Сім'я Аввертерів займалася стельмаством ще з середини 19 століття. З 1928 року компанія Auwärter Karosserie стала виготовляти й автобуси. 1 липня 1935 року Готтлоб Аввертер відокремився від батьківської фірми, створивши власну майстерню для кузовів та корпусів вантажівок й автобусів. Разом із ним було шість найманих робітників та один учень. Уже 1938 року компанія почала швидко розвиватися[джерело?]. У той час виробництво вантажівок та автобусів було тісно пов'язано між собою, тому компанія почала розробляла саме ці види транспорту. У роки Другої світової війни багатьох робітників забрали на війну і працівникам компанії також довелося виготовляти товари військового призначення та ремонтувати літаки. Під час війни компанія не зазнала серйозних руйнувань, але окупаційні війська конфіскували всі транспортні засоби, окрім шести автобусів. Вони й стали базою нових розробок компанії, наприклад, оснащення кузова повністю сталевим покриттям, що значно підвищувало його міцність. 1953 року компанія цілком переходить на виробництво лише автобусних моделей. Того ж року було розроблено зовсім нову модель автобуса, що не мала нічого спільного з вантажівкою. Бокова обшивка була зварною, що зробило автобус тривкішим, завдяки цій конструкції вага автобуса зменшилася на кількасот кілограмів; ще однією інновацією стало те, що рушій розміщувався позаду автобуса та був легко доступним. Цей автобус було презентовано на виставці у Ройтлінгені наприкінці 1953 року. Незабаром почали з'являтися модифікації різної довжини.

### 1954—1960
1957 року Готтлоб Аввертер та його інженери суттєво поліпшив хід автобусів. На той час, коли інші автобусні виробники застосовували модифіковані шасі вантажівок, Neoplan презентував нову деталь у виробництві автобусів — незалежну передню підвіску і пневматичну підвіску, яку було запатентовано 1958 року. 1960 року фірма здійснила прорив і в галузі аеропортного транспорту: автобуси були високопідлогові, кількість пасажирів була надзвичайно великою, а маршрути пересування аерпортних автобусів були короткими, проте вхід-вихід пасажирів забирав багато часу через наявність сходинок. З початку 1960-го фірма почала випускати низькопідлогові аеропортні автобуси, висота підлоги яких від проїжджої частини становила 35 сантиметрів. Завдяки цій розробці фірма Neoplan вийшла на перше місце в аеропортній ніші автобусного ринку.

### 1961—1964

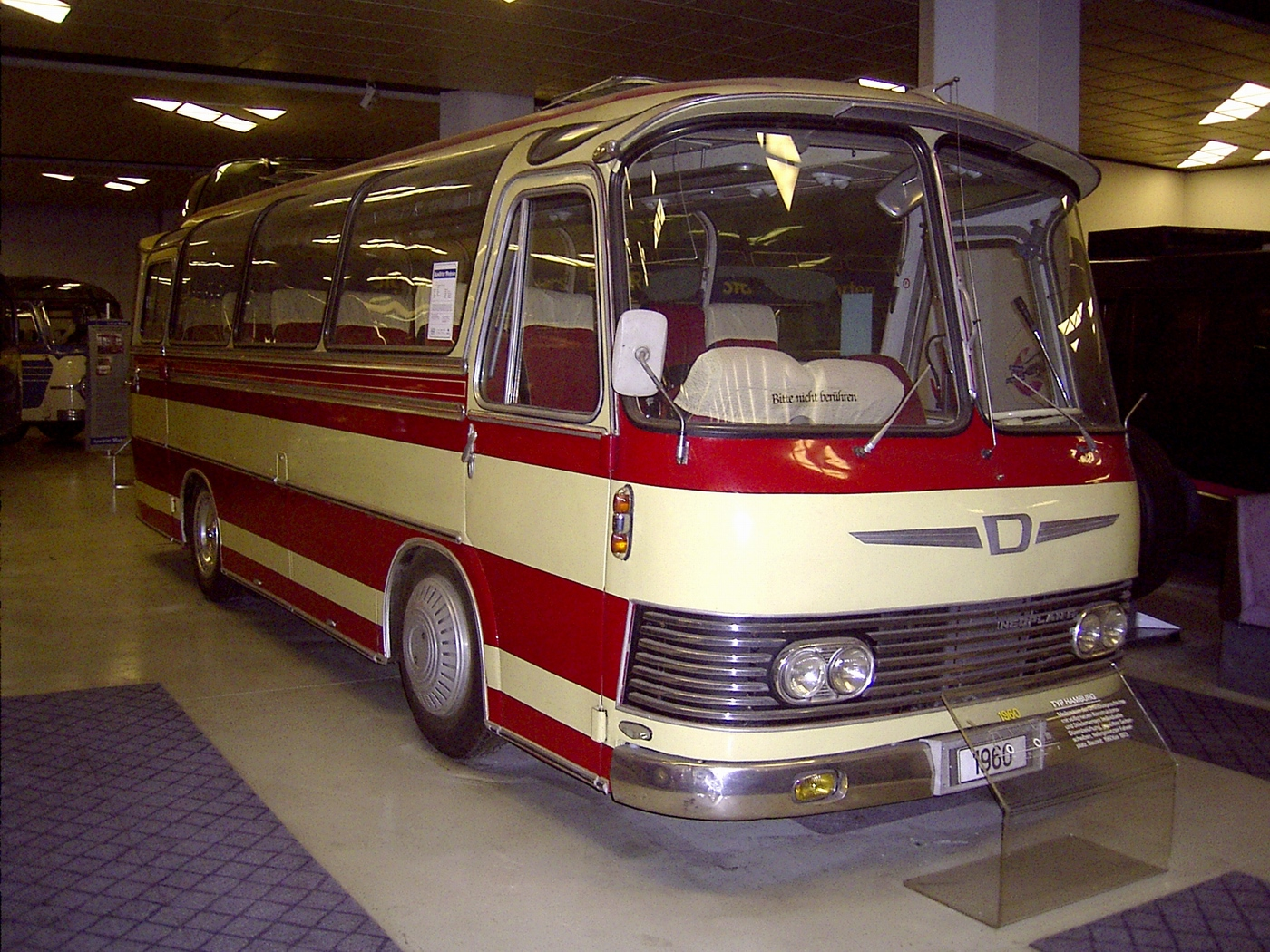
Neoplan Hamburg

До 1961 року автобуси переважно мали округлі форми й не мали чітко вагонного компонування, їхні вікна були малого розміру та не давали змоги пасажирам добре роздивитися дорогу. Нову модель туристичного автобуса розробв Альбрехт Аввертер (старший син Готтлоба Аввертера) та Боб Лі, його колега з університету, де вони разом училися. Нова модель туристичного автобуса Neoplan «Hamburg» (його представили у березні 1961) мала чимало інновацій та зручностей, яких не було в існувавших на той час туристичних автобусів, а саме: чітко окреслені краї боків, набагато більші вікна, сидіння розставлено так, щоб пасажири мали змогу якнайліпше бачити дорогу, а також кондиціонер, за допомогою якого пасажири самі могли регулювати потік повітря. Другою ідеєю стало виробництво «двоповерхового» автобуса. Цією ідею зайнявся молодший син Аввертера — Конрад, — який розробив двоповерхову модель та захистив дисертацію на цю тему 1964 року. Цей автобус також був низькопідлоговим, мав меншу масу і вміщував у собі до 102 пасажирів.

### 1965—1971
1967 року на восьмому інтернаціональному автобусному тижні, що проходив у Ніцці, Neoplan презентував двоповерховий туристичний автобус Neoplan Skyliner, який і посів перше місце на виставці. Це був двоповерховий 13-метровий двовісний автобус, який розраховано приблизно на 100 пасажирів. Згодом вийшла модифікація цього ж автобуса з трьома осями. 1968 року після упевнено висхідного успіху торгової марки, а також значної кількості розробок, завод після побудови багатьох прибудов було вирішено перенести до Мерінгена. 28 серпня 1969 року було проведено церемонію відкриття нового місця перебування підприємства. 1971 року на інтернаціональному автобусному тижні у Монако Neoplan презентував ще один двоповерховий автобус «Neoplan N116» з габаритами 12000×3550×2560. Він був зручним для пасажирів та з великою кількістю місця для багажу. Ця модель усе ближче наближалася до сучасних туристичних лайнерів.

### 1972—1975

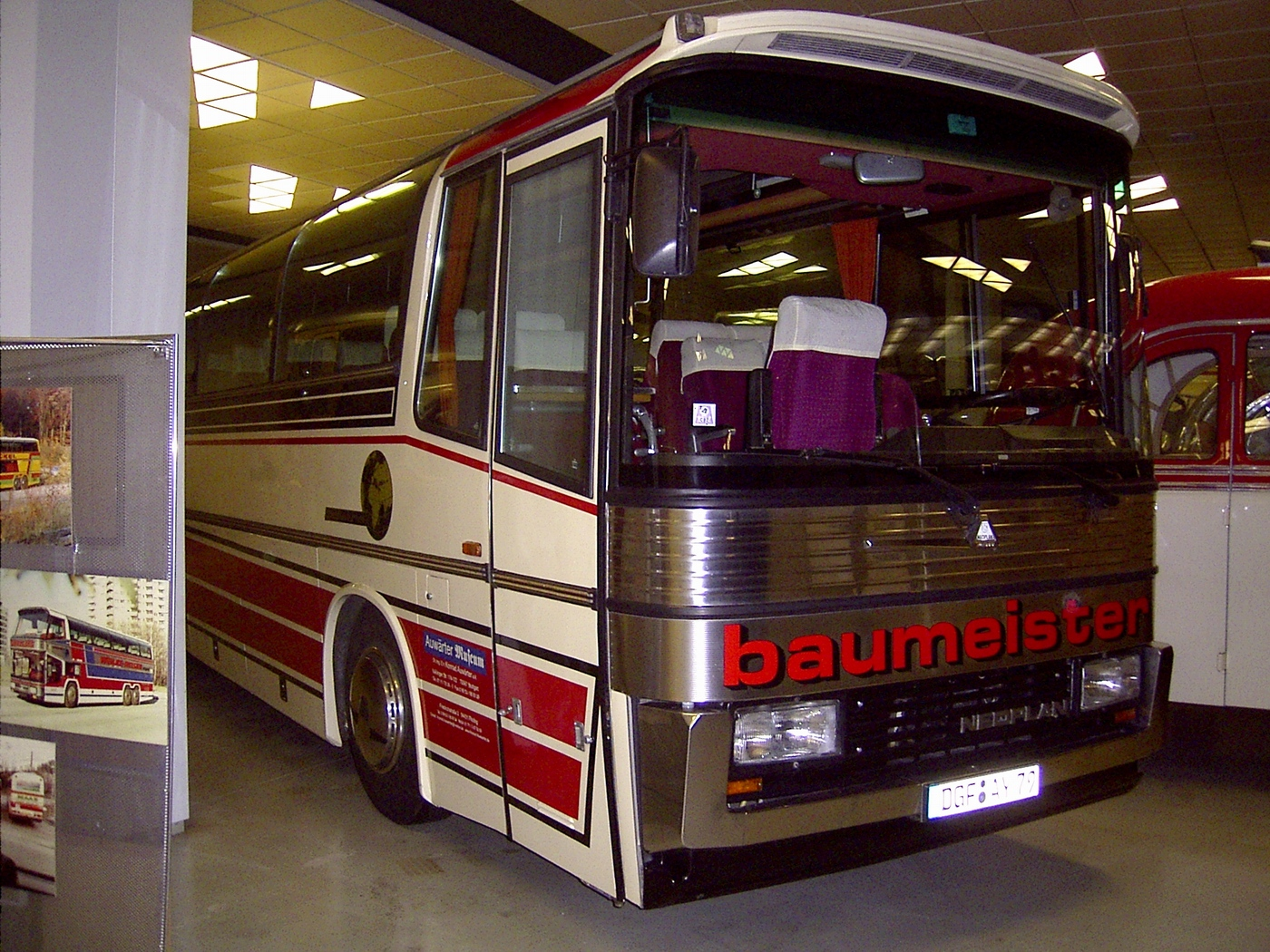
Neoplan Jetliner

Ці роки ознаменувалися появою ще двох туристичних автобусів марки Neoplan — першою з них став Neoplan Jetliner, що випускався до початку 1990-х та отримав гідну заміну як Neoplan Euroliner та Neoplan N3516 Ü на початку 2000-х. Модель «Neoplan Jetliner» було вперше представлено 1973 року. Це був 12-метровий автобус зі зварним кузовом, одними дверима і 48 пасажирськими кріслами. Він був подібний до угорського міжміського автобуса Ikarus 250. З 1974 року Neoplan почав активно продавати автобуси за межі Німеччини. Один завод по виробництву Neoplan'ів було збудовано у Кумасі, Гана — він став третім під керівництвом Neoplan; відкрився 12 грудня 1974 року. З 1975-го фірма почала виготовляти незвичний тип автобуса — туристичний двоповерховий автобус на 100 місць, що з'єднується гармошкою. Цю модель нарекли Neoplan Jumbocruiser саме за цю гармошку і модель отримала прізвиська «jumbo» і «neojumba». Такі автобуси вироблялися до 1993 року, багато з них і донині курсують Європою.

### 1976—1981
1976 року з'явилася нова ідея виробництва низькопідлогових автобусів (1960 року такий автобус Neoplan уже виготовив як аеропортний). Це була розробка Конрада Аввартера й автобус Neoplan N814 став першим низькопідлоговим автобусом у Європі. Його презентація відбулася навесні 1976 року. Ця модель пізніше стала базою розробок нових низькопідлогових автобусів у Європі. Автобус Neoplan N814 був двоповерховим, 12-метровим та заввишки 3,55 метра і вміщував до 130 пасажирів у своєму салоні. Також було підкориговано місце шофера: встановлео кермо на оптимальній висоті і водійське крісло піднято вгору. 1979 року було розширено другий завод Neoplan у Пілстінгу через постійне збільшенням виробництва автобусів. Того ж року було презентовано Neoplan Spaceliner — туристичний автобус нової розробки, модернізований від Neoplan Skyliner. Наприкінці 1980-того було відкрито четвертий завод, у Спандау, перший автобус якого було побудовано 27 березня 1981 року. Також було побудовано поза межами Європи завод у США, місті Ламар, штат Колорадо, 1981 року; і ще один у Хані-Брук, Пенсільванія. Пізніше ці заводи вирішили зробити власну фірму, що називалася «Neoplan USA» з дозволом назви від європейського Neoplan'a, проте фірма невдовзі припинила існувати і перейшла назад до європейського Neoplan'a.

### 1982—1991
З приходом 1982-го року низькопідлогові автобуси Neoplan добре себе зарекомендували на ринку міського пасажирського транспорту. З цього ж року Neoplan почав випускати серійні міські автобуси під загальною назвою «Neoplan Centroliner», яка випускають донині. Зазвичай це 12-метрові (стандартні) та 18-метрові (зчленовані) низькопідлогові міські автобуси новітнього дизайну та підвищеного комфорту перевезення, наприклад, зчленована модель Neoplan N4522 (виробляться з 2002) або Centroliner-12 LE (виробляється з 1997). 1985-го Neoplan відзначив 50 річницю заснування фірми. 1987 року перший завод у Штутгарті знову зазнав розширення, а у травні 1988 року Neoplan представив іще один туристичний автобус «Neoplan Metroliner», що мав тримальний кузов, повністю обитий пластиком. Назву йому дали через його футуристичний дизайн. 1990 року фірма відкрила свій п'ятий завод у Еренхайні, на якому почали випускати Neoplan Transliner (з лютого 1990). 1991 року було відкрито шостий завод, у місті Плауен.

### 1992—1996

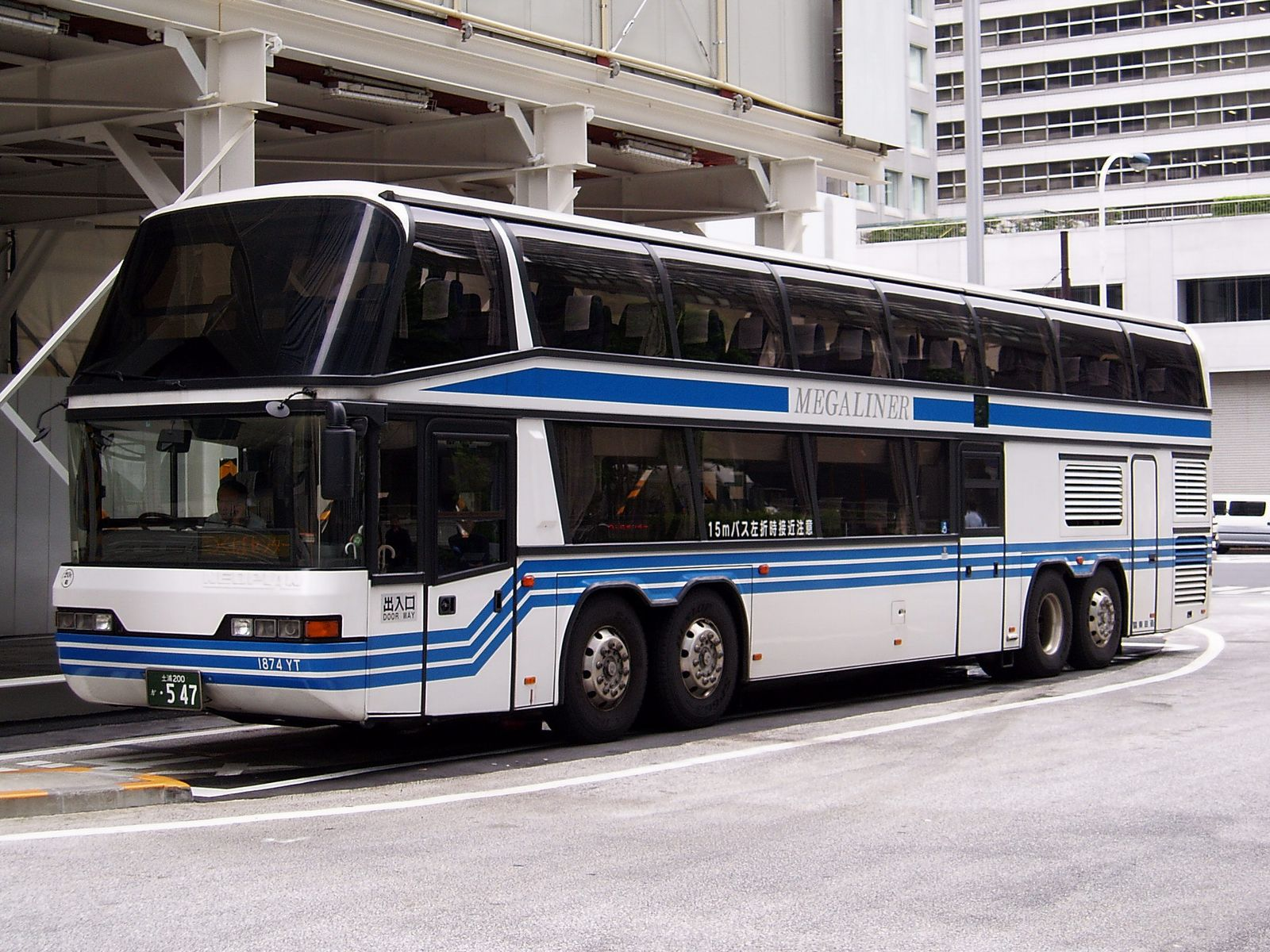
Neoplan Megaliner

1992 року Neoplan оголосив про розробку автобуса, що буде до 15 метрів завдовжки (хоча тодішнім стандартом було не більш як 12 метрів). Того ж року представили двоповерховий автобус незвичного дизайну під назвою Neoplan Megaliner, що мав чотири основи (передні — рухомі). Він отримав другу назву «Megaspace», оскільки завдовжки був 15 метрів. 1995-го компанії виповнилося 60 років і було розроблено нову модифікацію Neoplan Cityliner, що виробляється донині з 1971 року. 1996-го Neoplan презентував іще один автобус, знаного за футуристичний дизайн: Neoplan Starliner, 5-зірковий півтораповерховий автобус за комфортабельністю перевезень, який має підвищену тривкість та безліч додаткових опцій для встановлення, габарити 12990…14000×2570×3990 мм та максимальну швидкість 130 км/год.

### 1997—1999
1997 року Neoplan презентував іще одну міську низькопідлогову модель — оновлений 12-метровий «Neoplan Centroliner». Основною перевагою автобуса був тримальний кузов та обшивка з неіржавійної сталі, що запобігала корозії. Цей автобус легко модифікувався, тому створювалися версії цієї моделі різної довжини та ширини; зміни вносилися під замовлення. З 2002 року випускається 18-метровий зчленований автобус Neoplan N4522, тягачем для якого послугував саме цей автобус. 1998 року став серійно випускатися туристичний коуч Neoplan Euroliner, що було повністю обито шаром нержавійної сталі. Цей автобус став наступником Neoplan Transliner і Neoplan Jetliner. 1999 року Neoplan з автобусом Neoplan Starliner було удостоєно звання «Автобус року-2000»; на липень 1999-го було виготовлено 500 серійних моделей Starliner.

### 2000—2002
21 липня 2001 року Європейська комісія у Брюсселі санкціонувала поглинання компанії Neoplan іншою машинобудівною компанією: MAN AG. Через це автобусна компанія Neoplan отримала нову назву «Neoplan Bus GmbH». Як частина новоутвореної компанії, Neoplan став преміумним брендом NEOMAN Bus Group — колективного виробництва автобусів фірмами MAN AG і Neoplan. Тим часом того ж року автобусові Neoplan Starliner знову надають звання «Автобус року» (2001), а 2002 року той же Starliner знову перемагає у конкурсі «Автобус року» (2002). На той час уже було випущено та продано 750 серійних моделей Neoplan Starliner.

### 2003—2004
2003 року Neoplan почав серійно випускати ще одну модель туристичного автобуса — Neoplan Tourliner. Ця модель виробляється й досі на шостому заводі Neoplan дочірньої компанії NEOMAN у Анкарі, Туреччина. Цей автобус став дуже вигідним через невибагливість конструкції та здатність експлуатації не менше ніж протягом цілого тижня без вихідних. Також цей автобус знаний через підвищений комфорт перевезення та новинки, які вдалося залучити в конструкцію. Тим часом рік за роком Neoplan Starliner уп'яте поспіль стає переможцем конкурсу «Автобус року» (2003). Цей автобус з 1996 року постійно допрацьовується і модернізується та випускається у багатьох модифікаціях завдовжки 12—14 метрів і може мати як дві, так і три осі. 2004-го починається збір ще одного новітнього 12-метрового туристичного коуча — Neoplan Trendliner, відомішого під індексом Neoplan N3516 Ü і знаного за економічність перевезення та сучасний дизайн.

### 2005— донині
2005 року Starliner знову осучаснили і він ушосте поспіль став «Автобусом року». Також було зроблено нову 13-метрову модифікацію Neoplan Trendliner, що нічим не поступалася основному Neoplan N3516 Ü. 2006 року було закрито Штутгартський завод. Тоді ж було випущено найновішу версію Cityliner за останні 35 років. Щоправда ця модель була міською, мала низьку підлогу, новітній дизайн з усіма зручностями міських автобусів та систему Євро-4. Також знову оновлюється Starliner, проте автобусом року він не стає. У 2007—2008 роках відбувається потужне виробництво міських автобусів Cityliner, один з яких і став «Автобусом року-2007». 2007-го також відбулися презентації численних модифікацій Cityliner різних розмірів та довжини. Наприкінці 2007-го Neoplan підписав контракт на поставку 400 міських автобусів «Neoplan Cityliner» і «Neoplan Centroliner» у Дубаї, ОАЕ.

## Виробництво

### Факти
Компанія Neoplan розробляє та виготовляє міські та міжміські автобуси, туристичних коучі, а також міські тролейбуси, які відомі під індексами «Neoplan Electroliner» i «Neoplan-Elbo».

Виробництво Neoplan за 2006 фінансовий рік

Виторг за 2005 фінансовий рік становив 1,168 мільярди євро; за 2006 — 1,473 мільярди євро, що на 26 % більше, аніж за 2005 рік. 2005 року було продано 6009 різних моделей автобусів, 2006-го їх нараховувалося 7338, що на 22 % більше, аніж за 2005 рік. На кінець 2006-го на фірмі нараховувалося близько 8500 чоловік. 2006 року було виготовлено і продано 7338 автобусів, з яких 1113 туристичних, 1964 міських, 843 міжміських, 143 зразкових моделей, 68 спеціальних і решта розробок — ходові частини автобусів. Автобуси NEOMAN 2005 року займали 12 відсотків західноєвропейського ринку і 15 % 2006 року, 25,9 та 29,1 відсотка ринку у Німеччині 2005 та 2006 року відповідно.

### Заводи Neoplan у світі

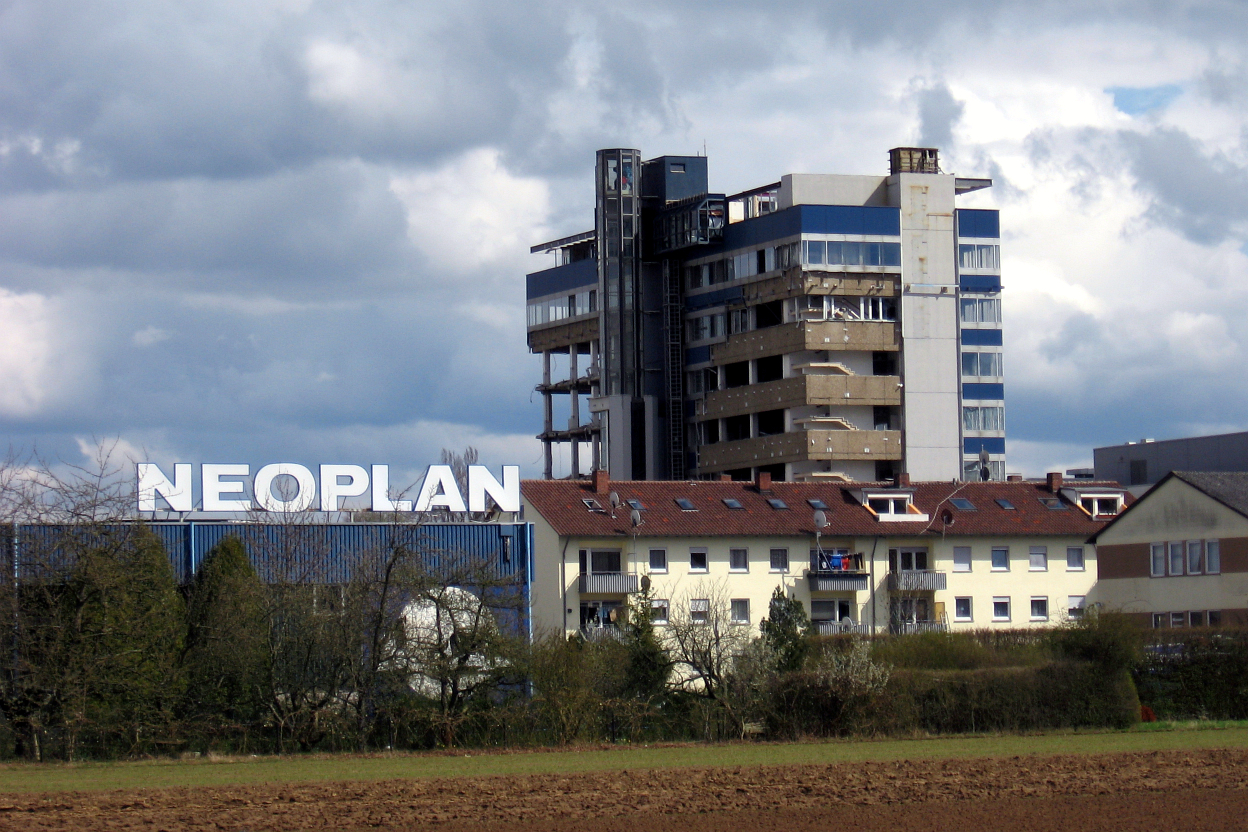
Колишній завод Neoplan у Штутгарті

Протягом 64-річного виробництва Neoplan відкрив декілька заводів на територією Німеччини і поза нею:
1. Штутгарт, Німеччина, 1935—2007 (закрито)
2. Пілстінг, Німеччина, 1973. 2008 року продали компанії Viseon Bus GmbH.
3. Берлін, Німеччина, 1981—2001 (перетворено в обслуговувальний та розподільний центр)
4. Ламар, Колорадо, США, 1981—2006 (закрито)
5. Хані-Брук, Пенсильванія, США, 1981 (невдовзі закрили)
6. Кумасі, Гана, 12 грудня 1981
7. Еренхайн, Німеччина, 1990. 2003 року продано до Göppel Bus.
8. Плауен, Німеччина, 1991
9. Болехово, Польща, біля Познані, 1996. Виділено в окреме підприємство Solaris Bus & Coach після того як MAN придбала Neoplan.

Нині у Neoplan у Німеччині працює лише завод у Плауені.

## Продукція

### Автобуси

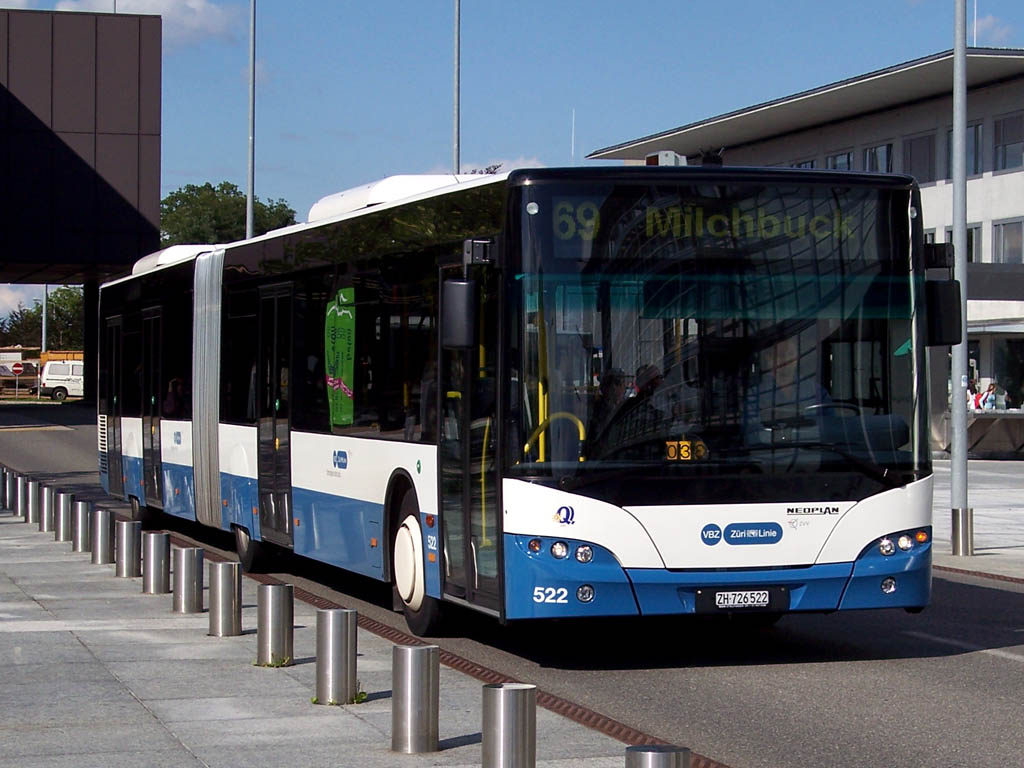
Neoplan Centroliner-18 LE у Цюриху

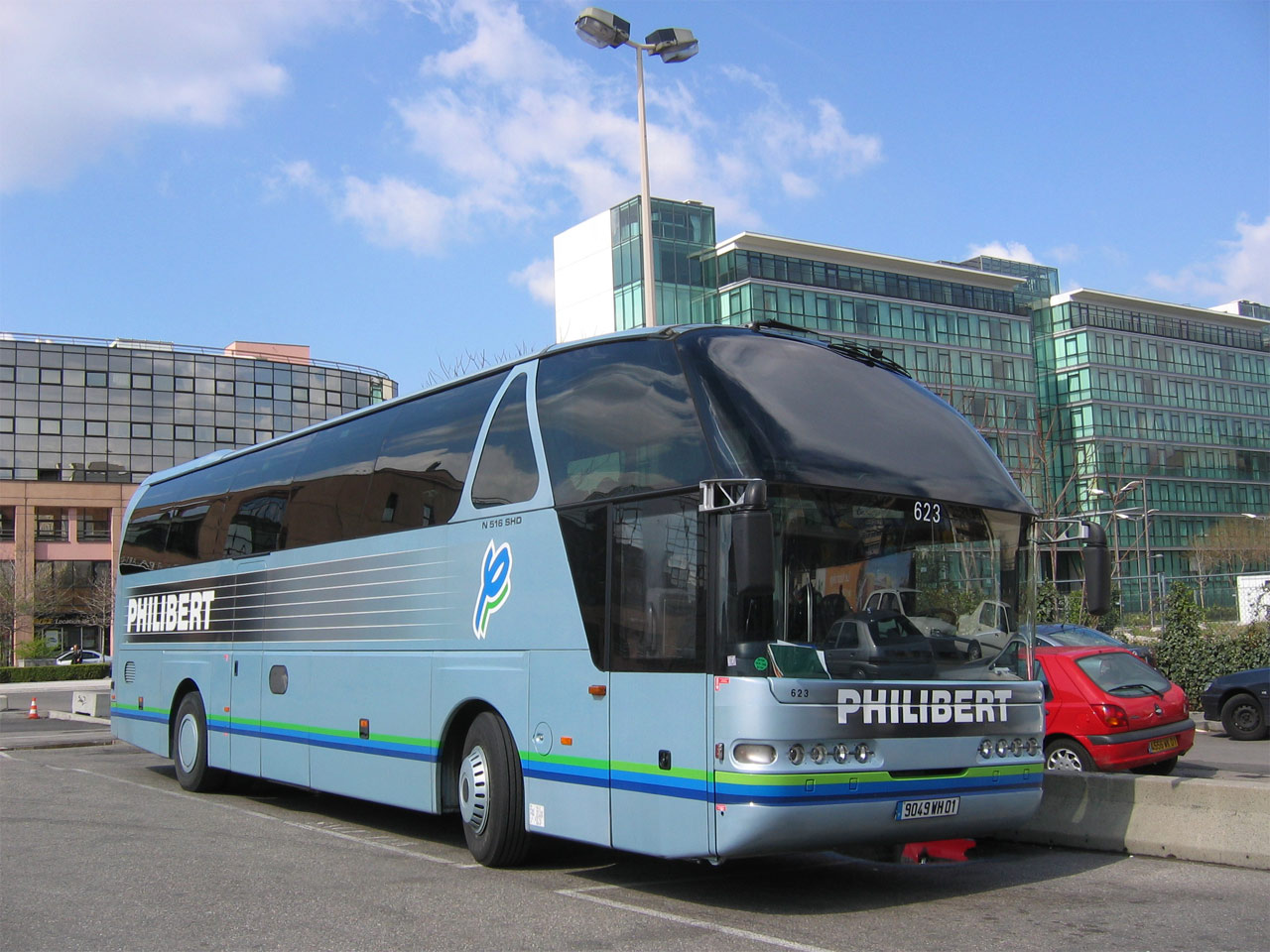
Двохосний 13-метровий Neoplan Starliner у Ліоні, Франція

Neoplan Airliner — спеціальний аеропортний автобус, який призначено перевозити пасажирів до та з рейсових літаків. Випускається п'ять модифікацій цього автобуса, які відрізняються за місткістю та габаритними розмірами. Завдовжки ці автобуси 12—14,5 метра, завширки 2,75—2,90 метра та мають сховані боковими юбками колеса, завдяки чому сильно нагадують вагони метро. Заввишки мають 3,2—3,3 метри, місткість 80—135 пасажирів (залежно від різновиду моделі). Автобуси низькопідлогові та мають 6—7 дверей, завдяки чому здійснюється швидка посадка і висадка пасажирів. Двигун MAN D2676 LOH 02 (03) на Євро-3.
Neoplan Centroliner-12 LE — стандартний 12-метровий міський автобус, виробляється з 1998 року. Габарити: 12000×2550×3300; має низьку підлогу (35 см до рівня дороги) і повну пасажиромісткість у 100 чоловік. Було нагороджено премією «Автобус року-2005»; він широко використовується у країнах ЄС.
Neoplan N4522 (Centroliner-18 LE) — 18,7-метрова модель-варіація Neoplan Centroliner-12 LE, виробляється з 2002 року. Габаритні розміри 18750×2820×2550. Автобус зручний для перевезення великої кількості пасажирів, його розраховано на 160 місць, передбачається транспортування пасажирів з фізичними вадами та спеціальне устаткування до цього. У салоні розташовано 36 сидячих місць (9 у задній секції; 27 у передній); можливе пересування пасажирів з одної секції в іншу. Серед переваг автобуса можна назвати м'яке та безшумне перевезення. Двигун автобуса MAN D 2066 LUH; коробка передач на шість швидкостей і максимальна швидкість 120 км/год.
Neoplan Cityliner — історична модель двоповерхового туристичного автобуса, яку переробили й відтворили в безліч модифікацій. Виготовляється та поліпшується з 1997 року. Автобус розраховано на 80—100 пасажирів, габаритні розміри 12000…14000×2500…2560×3400…3500; ця модель стала наступником найпершого серійного Neoplan Skyliner.
Neoplan Clubliner — 11-метровий півтора- або двоповерховий автобус виробництва початку 1990-х; розраховано як на міжнародні перевезення, так і на індивідуальне використання однією чи кількома групами людей.
Neoplan Euroliner — 12-метрова модель автобуса, що випускається з 1998 року з чоттиризірковим комфортом перевезення. Зовні оббитий нержавійною сталлю, має потужне нічне освітлення як фарами, так і габаритними вогнями. Побудовано за найсучаснішими вимогами до туристичних лайнерів. Цей автобус розраховано на 40—52 місця, крісла мають декілька додаткових можливостей; допоміжні міністолики розроблено по-новому. У салоні автобус має синє освітлення та індивідуальний обдув (або примусовий через кондиціонери під час руху автобуса). Достоїнством автобуса є ABS; ASR; ECAS та GPS для водія. Двигун MAN D676 LOH-02 на Євро-3. Автобус демонструє напрочуд високі швидкісні показники та розганяється до 80 км/год за 15 секунд; його максимальна швидкість 128 км/год. Цікава деталь: коли швидкість переходить 100 км/год, що є обмеженням для цього типу транспорту, на спідометрі загаряється лампочка уваги, щоб швидкість знизилася.
Neolan Jetliner — міський та міжміський автобус завдовжки 10—11 метрів (залежно від різновиду). Вироблявся ще з 1980-х до 2000 року як міський, міжміський та зрідка туристичний автобус. З 2000 року його виробництво остаточно припинилося, його наступником став Neoplan Euroliner (з 1998), Neoplan Tourliner (з 2003) і Neoplan N3516(U).

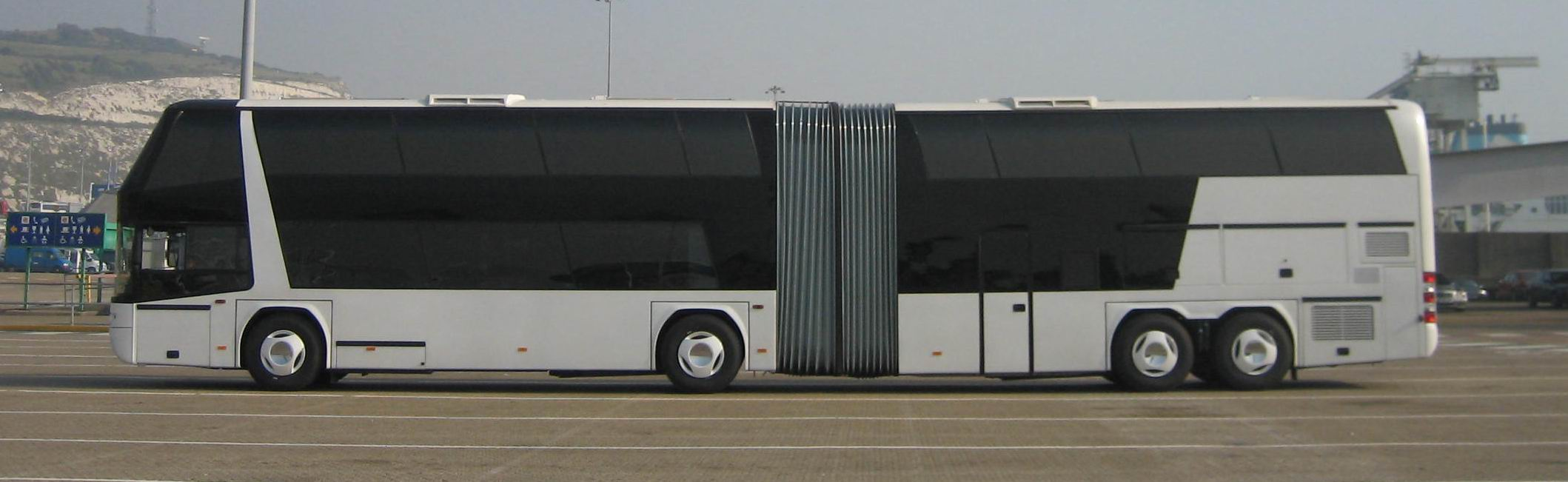
Neoplan Jumbocruiser у профіль

Neoplan Jumbocruiser (N338) — двоповерховий туристичний автобус незвичного дизайну: він має з'єднувальну гармошку та 18 метрів завдовжки. Вироблявся з 1975 по 1993 рік. Габаритні розміри 18000×2550×4000. На нього встановлено двигун Daimler Benz, швидкість 120—130 км/год. Місткість — 102 пасажири. Вузол гармошки з'єднує обидва поверхи, не додаючи проблем пасажирам у пересуванні.
Neoplan Megaliner (також відомий як «Neoplan Megaspace») — 15-метровий автобус виробництва 1993—2000 років. Знаний як перший, що подолав заборону на більшу довжину ніж 12 метрів, а також за незвичний дизайн. Має чотири осі (дві передні та дві задні), при чому дві передні рухомі. П'ятизірковий за ступенем комфорту перевезення та розвиває швидкість до 140 км/год. У салоні може включати неординарний дизайн сидінь, кухню, туалет, плазмовий телевізор, барну стійку — усі ці зручності використовуються як для туристичних перевезень груп пасажирів, так і у випадку індивідуальної купівлі, якщо його купив гурт людей чи родина. Може бути «домом на колесах».
Neoplan Skyliner — історична модель, найперший серійний автобус Neoplan. Серійно виготовляється з 1967 року. За цей час зазнав багатьох переробок та різновидів, виготовляється дотепер як півтора та двоповерховий автобус.
Neoplan Spaceliner — 13-метровий туристичний автобус, випускається з 1990-х у декількох різновидах. Хоча півтораповерховий, але спереду його зроблено за типом двоповерхового, тобто має витягнуте лобове скло, що розділено надвоє, специфічність конструкції полягає у тому, що пасажирський салон «піднято» на висоту «два поверхи», якби автобус їх мав. Попередник Neoplan Starliner; розвивається паралельно зі своїм «зірковим» наступником.
Neoplan Starliner — найбільш «зірковий» з ряду новітніх туристичних півтораповерховий Neoplan'ів, представлено 1996 року та вигравав шість разів поспіль (1999—2005) титул «Автобус року». Цей автобус випускається у різних модифікаціях та різновидах, від 12 до 14 метрів у довжину та з двома або трьома осями. Автобус по класу комфорту «п'ятизірковий», має багато зручностей у салоні та протягом розробок отримував усе новіші й новіші системи для керування та руху, а також багато додаткових можливостей у конструкції. Має двигун MAN-2676 LOH-02 на Євро-4; потужність 220 кіловат та швидкість 128 км/год.
Neoplan Tourliner — 12-метровий дво- або трьох-вісний автобус 3-зіркового комфорту, посередній поміж звичайних туристичних автобусів Neoplan. Має підвищену тривкість обшивки та загалом деталей, тому може експлуатуватися до 10 днів поспіль. Розрахований на 49 пасажирів, має двигун MAN D2066-LOH-04 на Євро-4, потужністю 326 кіловат та типовою максимальною швидкістю 125 км/год.
Neoplan Transliner — 12—13 метровий автобус-коуч 2—3 зіркового комфорту, випускався з 1991 до 2000 року.
Neoplan Trendliner; більше відомий як Neoplan N3516U — 13-метровий двохосний автобус, що випускається серійно з 2004 року; знаний за економічність, 4-зірковий комфорт а також футуристичний дизайн. Є наступником Neoplan Cityliner 1990-х, також має «подібний» «Neoplan Tourliner», що виготовляється з 2003-го. Розрахований на 48 пасажирів, двигун на замовлення змінний MAN D2066-LUH; потужністю 227—287 кіловат, максимальна швидкість — 120 км/год.

### Тролейбуси

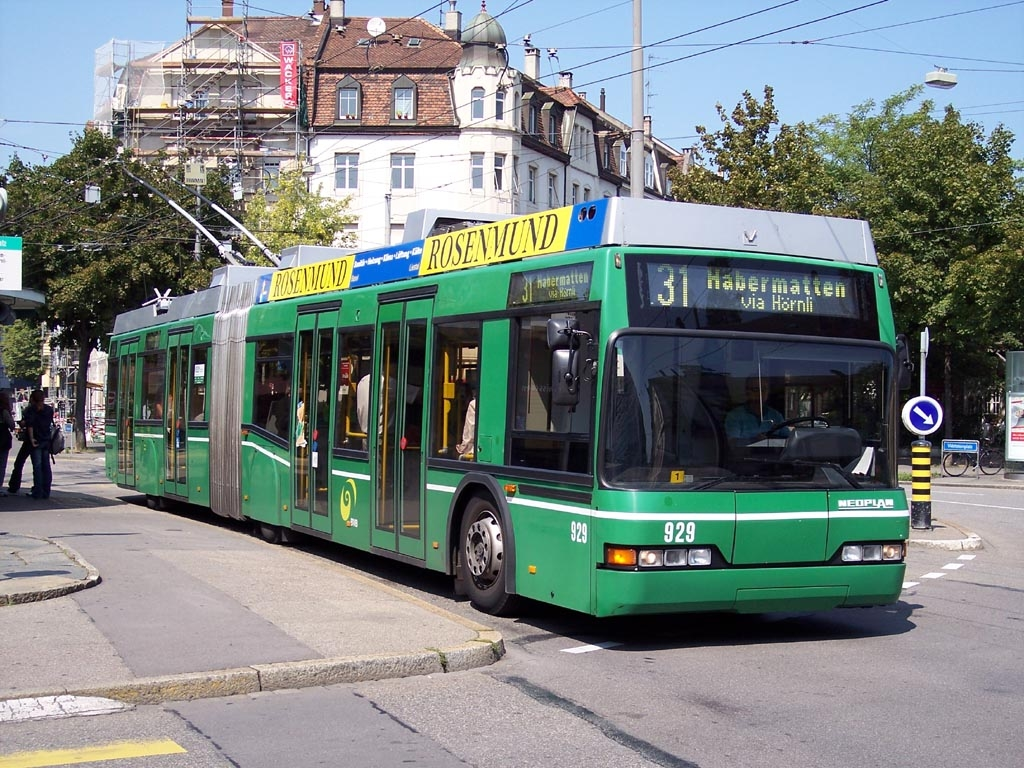
Neoplan N6021 у Базелі, Швейцарія

У 1990-х Neoplan також виготовляв тролейбуси, які були відомі під загальною назвою «Neoplan Elbo» i «Electroliner»:
- Neoplan Electroliner — тролейбуси підвищеного комфорту перевезення базовані на міських автобусних відповідниках Neoplan N4516 (12 LE) i Neoplan N4522 (18 LE)
- Neoplan Elbo 4216
- Neoplan Elbo 6216
- Neoplan Elbo 6221
- Neoplan Kazakhstan Young Man JNP6120GDZ
- Neoplan N6020
- Neoplan N6021 — зчленована модель

Ці моделі використовуються у країнах ЄС, Elbo 4216; 6216; 6221 — працюють у Афінах. Neoplan Kazakhstan — усі без винятку в місті Алмати.

### Відзнаки

Нагорода «Автобус року-2000» з автобусом Neoplan Starliner

Протягом виробництва, фірма була удостоєна кількох нагород, 6 з них підряд завоював Neoplan Starliner:
1. 1967 — з автобусом Neoplan Skyliner, на 8 автобусному тижні, Ніцца
2. 1999 — з автобусом Neoplan Starliner, «Автобус року»
3. 2000 — з автобусом Neoplan Starliner, «Автобус року»
4. 2001 — з автобусом Neoplan Starliner, «Автобус року»
5. 2002 — з автобусом Neoplan Starliner, «Автобус року»
6. 2003 — з автобусом Neoplan Starliner, «Автобус року»
7. 2005 — з оновленим автобусом Neoplan Starliner, «Автобус року»
8. 2007 — з міським автобусом Neoplan Centroliner, «Автобус року»

## ДТП, пов'язані з Neoplan

### Ліон, Франція, 2003
17 травня 2003 року, у південній Франції поблизу Ліона, розбився двоповерховий «Neoplan Skyliner», загинуло 28 пасажирів. Газетні огляди заявили, що Neoplan забезпечує керування для водіїв-шульгів спеціальною системою, за допомогою якої при вжатті педалі гальма, кожне колесо з 6—8 «гальмує» окремо. The Times заявили, що такої системи не було на автобусі, що розбився. Neoplan заявив, що є різниця у моделях з керуванням для водіїв-шульгів та водіїв-правшів, проте довести, що це так або не так, не змогли, і судового позову на Neoplan не подавали.

### Хітроу, 2007

Neoplan Skyliner після аварії у Хітроу, 3.01.2007

3 січня 2007 року, двоповерховий автобус «Neoplan Skyliner» (найновіша модифікація), що належав National Express, з 67 пасажирами на борту перевернувся на слизькій трасі М-25 поблизу аеропорту Хітроу, західний Лондон. Ймовірною причиною дорожньо-транспортної пригоди стало перевищення водієм обмеження швидкості 100 км/год; через це керівництво Neoplan одразу ж після інциденту зобов'язало встановити пристрій обмеження швидкості 62 миль/год (101 км/год). Усіх пасажирів було доставлено до Лондонської лікарні Saint Mary's. Через аварію загинуло двоє людей: 76-річна жінка на ім'я Кріс Тонер, що проживала у Моніфіті, район біля міста Данді; також загинув чоловік «східної» зовнішності віком близько 25 років, якого поліції так і не вдалося опізнати. 40-річного водія автобуса було заарештовано, проте пізніше чоловіка відпустили під заставу. Керівництво Neoman bus заявило, що увесь автобусний парк проходив техогляд ще за день до аварії. Через цю аварію усі автобуси Neoplan з парку National Express були зняті з рейсів та не функціонували, допоки рішення експертизи не було прийняте. Компанією Neoplan було прийнято проводити постійні огляди моделей автобусного парку, а також ввести додаткові заходи безпеки, один з яких — встановлення пристрою обмеження максимальної швидкості руху 100 км/год.

### Префектура Сідзуока, Японія, 2009
17 березня 2009 року, двоповерховий автобус «Neoplan Megaliner» з 77 пасажирами на борту, що належав JR Kanto Bus Co, їхав з Осаки до Токіо. Приблизно о 04:15 ранку, водій помітив вогонь у паливному відсіку, і зробив екстрену зупинку. Усіх пасажирів та водія було евакуйовано. Автобус же згорів до тла, повністю вигорівши з середини. Аварія 2009 року у Японії не поодинока: у травні 2008, подібний Neoplan Megaliner, що також належав JR Kanto Bus Co, згорів також після того, як загорівся двигуновий відсік.